# 香槟-厄巴纳
香槟-厄巴纳都会区，又称香槟-厄巴纳、厄巴纳-香槟，俗称香巴纳（Chambana），是美国伊利诺伊州中东部的一个都会区。根据美国行政管理和预算办公室 (OMB) 的定义，截至2023年美国人口普查局估计，该都会区的人口为235,608人，是美国第201大都会统计区。该地区以香槟和厄巴纳两大城市为中心，也是伊利诺伊大学系统旗舰校区——伊利诺伊大学厄巴纳-香槟分校的所在地。
截至2023年7月，OMB将该都会区（正式命名为伊利诺伊州香槟-厄巴纳都会区）定义为香槟县、皮亚特县和福特县。从2018年到2023年，福特县不被视为大都会区的一部分。大都会区是香槟-厄巴纳-丹维尔联合统计区的一部分，该统计区还包括丹维尔微型都市区，截至2023年估计人口为307,260人。
记者经常将大都会区视为一个城市。例如，1998年，《新闻周刊》将香槟-厄巴纳大都会区列入硅谷以外十大科技城市名单。在《乡村家园》杂志2007年的一项调查中，香槟-厄巴纳在美国25个绿色城市中排名第十。